# Керр, Дэйв
Дэвид Александер Керр (англ. David Alexander Kerr; 11 января 1910, Торонто — 11 мая 1978, Белвилл) — канадский хоккейный вратарь, обладатель Кубка Стэнли 1940 года в составе «Нью-Йорк Рейнджерс», обладатель Везина Трофи 1940 года как лучшему вратарю по итогам сезона.

## Биография

### Игровая карьера
Отыграв на любительском уровне, в 1930 году присоединился к клубу НХЛ «Монреаль Марунз», где он стал основным вратарём, сменив Клинта Бенедикта. В следующем сезоне он играл за фарм-клуб «Уиндзор Бульдогс», а также был арендован клубом НХЛ «Нью-Йорк Американс», за который сыграл один матч.
Вернувшись в «Марунз», Керр стал основным вратарём команды на два сезона, но по ходу сезона 1934/35 был обменян в «Нью-Йорк Рейнджерс». В составе «Рейнджерс» он отыграл семь сезонов, выиграв в 1940 году в составе «синерубашечников» Кубок Стэнли, а также получив Везина Трофи, приз как лучшему вратарю по итогам сезона. В период игр за «Рейнджерс» он был лидером среди вратарей НХЛ по количеству шатаутов, игровому времени и проценту отражённых бросков.

### Смерть
Скончался 11 мая 1978 года на 69-м году жизни в Белвилле, где был владельцем гостиницы.